# Corbion (Namen)
Corbion (Waals: Corbiyon-dlé-Legnon) is een dorp in de Belgische provincie Namen in de deelgemeente Leignon van Ciney.
Deelgemeenten: Achêne · Braibant · Chevetogne · Ciney · Conneux · Leignon · Pessoux · Serinchamps · Sovet

Overige kernen:  Barcenal · Bragard · Chapois · Conjoux · Corbion · Croix · Enhet · Fays · Haid · Halloy · Haversin · Jannée · Jet · Les Basses · Linciaux · Reuleau · Reux · Ronvaux · Senenne · Stée · Trisogne · Vincon · Ychippe

Belgische gemeenten · arrondissement Namen · provincie Namen · Wallonië